# تيبوهو موكوينا (لاعب كرة قدم مواليد 1997)
تيبوهو موكوينا  (من مواليد 24 يناير 1997) هو لاعب كرة قدم جنوب أفريقي محترف يلعب كلاعب خط وسط لفريق ماميلودي صن داونز في دوري جنوب إفريقيا الممتاز ومنتخب جنوب إفريقيا . انضم إلى ماميلودي صن داونز في 27 يناير 2022 خلال فترة الانتقالات في يناير.

## مسيرته مع الأندية
أثناء دراسته، تم اكتشاف موكوينا من قبل تشارلز موليف، وهو مدرس يعمل كمدرب كرة قدم في مدرسة بوديكيلا جونيور الثانوية. أكسبه أدائه على مستوى المدرسة ممارسة رياضة في أكاديمية هارموني الرياضية حيث تم اختياره من قبل سوبر سبورت يونايتد . في سوبر سبورت يونايتد، تقدم من خلال الأكاديمية وقاد لاحقًا النادي على مستوى U-19. تمت ترقيته إلى الفريق الأول في عام 2016 على يد ستيوارت باكستر وظهر لأول مرة على المستوى الاحترافي في فبراير من العام التالي، حيث جاء كبديل متأخر عن كول ألكسندر في الفوز 5-2 بالدوري على غولدن أروز . في مارس 2017، بعد أن أصبح لاعبًا أساسيًا في خط وسط فريق سوبر سبورت يونايتد جنبًا إلى جنب مع ديان فورمان ورينيلوي ليتشولونياني ، كان موكوينا في قلب خلاف بين النادي والمنتخب عندما رفض باكستر إطلاق سراحه للمشاركة في بطولة كأس العالم تحت 20 سنة 2017 بسبب التزامه بمباراة نصف نهائي كأس نيدبانك الوشيكة للنادي. تم التوصل في النهاية إلى حل وسط بين الطرفين، مما أدى إلى نقل موكوينا خصيصًا للانضمام إلى زملائه الدوليين بعد أن أكد فريق سوبر سبورت يونايتد تقدمهم في البطولة. عاد في الوقت المناسب للمباراة النهائية لكنه كان بديلاً غير مستخدم حيث تغلب النادي على أورلاندو بايرتس 4-1 ليحصد اللقب. قبل المباراة النهائية، سجل أيضًا أول هدف احترافي له في مباراة التعادل 2–2 في كأس الكونفيدرالية الإفريقية مع تي بي مازيمبي .
في الموسم التالي، واصل موكوينا الظهور بانتظام مع فريق سوبر سبورت يونايتد. سجل هدفين وصنع هدفين لهذا الموسم، وعلى الرغم من حصول النادي على المركز الثامن المخيب للآمال في الدوري، فقد تم ترشيحه لجائزة أفضل لاعب شاب في دوري جنوب إفريقيا الممتاز . في 13 مارس 2019، حصل على جائزة هدف الشهر في الدوري لشهر يناير بعد هدفه ضد بلومفونتين سيلتيك .

## مسيرته الدولية
في يوليو 2017، تلقى موكوينا أول استدعاء له للمنتخب الوطني الأول من قبل مدير سوبر سبورت يونايتد السابق ستيوارت باكستر، الذي غادر النادي في نهاية الموسم المحلي 2016–17 ، من أجل تصفيات بطولة أمم إفريقيا للمحليين 2018 . ظهر لأول مرة في 15 يوليو ضد بوتسوانا وتم الإشادة به بعد المباراة لقدرته على "حمل الفريق على كتفيه". في العام التالي، سجل هدفه الدولي الأول في فوز جنوب أفريقيا على سيشيل في تصفيات كأس الأمم الأفريقية 2019 . كما ساهم هدفه في تحقيق الأمة أكبر فوز لها على الإطلاق حيث انتهت المباراة بنتيجة 6-0 لصالح جنوب أفريقيا.

## الإحصائيات المهنية

### مع الأندية
آخر تحديث المباراة التي لعبت في 30 يناير 2024.
| النادي             | الموسم               | الدوري                    | الدوري  | الدوري  | الكأس1  | الكأس1  | كأس الدوري 2 | كأس الدوري 2 | قارياً 3 | قارياً 3 | أخرى 4  | أخرى 4  | المجموع | المجموع |
| النادي             | الموسم               | القسم                     | تطبيقات | الأهداف | تطبيقات | الأهداف | تطبيقات      | الأهداف      | تطبيقات | الأهداف | تطبيقات | الأهداف | تطبيقات | الأهداف |
| ------------------ | -------------------- | ------------------------- | ------- | ------- | ------- | ------- | ------------ | ------------ | ------- | ------- | ------- | ------- | ------- | ------- |
| سوبر سبورت يونايتد | 2016–17              | دوري جنوب إفريقيا الممتاز | 10      | 0       | 3       | 0       | 0            | 0            | 11      | 1       | 0       | 0       | 24      | 1       |
| سوبر سبورت يونايتد | 2017–18              | دوري جنوب إفريقيا الممتاز | 25      | 2       | 1       | 0       | 1            | 0            | 4       | 0       | 3       | 0       | 34      | 2       |
| سوبر سبورت يونايتد | 2018–19              | دوري جنوب إفريقيا الممتاز | 28      | 3       | 1       | 0       | 2            | 0            | 0       | 0       | 3       | 0       | 34      | 3       |
| سوبر سبورت يونايتد | 2019–20 [الإنجليزية] | دوري جنوب إفريقيا الممتاز | 29      | 2       | 1       | 0       | 2            | 0            | 0       | 0       | 4       | 1       | 36      | 3       |
| سوبر سبورت يونايتد | 2020–21 [الإنجليزية] | دوري جنوب إفريقيا الممتاز | 22      | 4       | 0       | 0       | 0            | 0            | 0       | 0       | 3       | 0       | 25      | 4       |
| سوبر سبورت يونايتد | 2021–22              | دوري جنوب إفريقيا الممتاز | 13      | 4       | 0       | 0       | 0            | 0            | 0       | 0       | 1       | 0       | 14      | 4       |
| سوبر سبورت يونايتد | المجموع              | المجموع                   | 127     | 15      | 6       | 0       | 5            | 0            | 15      | 1       | 14      | 1       | 167     | 17      |
| ماميلودي صنداونز   | 2021–22              | دوري جنوب إفريقيا الممتاز | 8       | 1       | 2       | 0       | 0            | 0            | 7       | 1       | 0       | 0       | 17      | 2       |
| ماميلودي صنداونز   | 2022–23              | دوري جنوب إفريقيا الممتاز | 24      | 1       | 1       | 0       | 0            | 0            | 10      | 1       | 0       | 0       | 35      | 2       |
| ماميلودي صنداونز   | 2023–24              | دوري جنوب إفريقيا الممتاز | 10      | 0       | 0       | 0       | 0            | 0            | 5       | 2       | 5       | 0       | 20      | 2       |
| ماميلودي صنداونز   | المجموع              | المجموع                   | 42      | 2       | 3       | 0       | 0            | 0            | 22      | 4       | 5       | 0       | 72      | 6       |
| الإجمالي           | الإجمالي             | الإجمالي                  | 169     | 17      | 9       | 0       | 5            | 0            | 37      | 5       | 19      | 1       | 239     | 23      |

1 يشمل مباريات كأس نيدبانك .2 يشمل مباريات مرحلة خروج المغلوب تلكوم .3 تشمل مباريات كأس الكونفيدرالية الإفريقية .4 يشمل مباريات ام تي ان 8 .

### دولياً
آخر تحديث 7 فبراير 2024.
| الفريق الوطني | سنة     | تطبيقات | الأهداف |
| ------------- | ------- | ------- | ------- |
| جنوب أفريقيا  | 2017    | 1       | 0       |
| جنوب أفريقيا  | 2018    | 3       | 1       |
| جنوب أفريقيا  | 2019    | 3       | 0       |
| جنوب أفريقيا  | 2020    | 2       | 0       |
| جنوب أفريقيا  | 2021    | 6       | 2       |
| جنوب أفريقيا  | 2022    | 6       | 1       |
| جنوب أفريقيا  | 2023    | 7       | 0       |
| جنوب أفريقيا  | 2024    | 7       | 2       |
| المجموع       | المجموع | 35      | 6       |

تسرد النتائج والنتائج عدد أهداف جنوب أفريقيا أولاً، ويشير عمود النتيجة إلى النتيجة بعد كل هدف من أهداف موكوينا .
| العدد | التاريخ        | المكان                                             | الخصم    | النتيجة | النتيجة النهائية | المسابقة                        | Ref.   |
| ----- | -------------- | -------------------------------------------------- | -------- | ------- | ---------------- | ------------------------------- | ------ |
| 1     | 13 أكتوبر 2018 | ملعب البنك الوطني الأول ، جوهانسبرج ، جنوب أفريقيا | سيشل     | 6-0     | 6-0              | تصفيات كأس الأمم الأفريقية 2019 | [ 20 ] |
| 2     | 9 أكتوبر 2021  | ملعب بحر دار ، منطقة أمهرة ، إثيوبيا               | إثيوبيا  | 1 –0    | 3-1              | تصفيات كأس العالم 2022          |        |
| 3     | 11 نوفمبر 2021 | ملعب البنك الوطني الأول ، جوهانسبرج ، جنوب أفريقيا | زيمبابوي | 1 –0    | 1-0              | تصفيات كأس العالم 2022          |        |
| 4     | 27 سبتمبر 2022 | ملعب البنك الوطني الأول ، جوهانسبرج ، جنوب أفريقيا | بوتسوانا | 1 –0    | 1–0              | ودي                             |        |
| 5     | 30 يناير 2024  | ملعب لوران بوكو ، سان بيدرو ، ساحل العاج           | المغرب   | 2 -0    | 2-0              | كأس أمم أفريقيا 2023            |        |
| 6     | 7 فبراير 2024  | ملعب السلام ، بواكي ، ساحل العاج                   | نيجيريا  | 1 –1    | 1–1 (ب.و.إ.)     | كأس أمم أفريقيا 2023            |        |

## الإنجازات
سوبر سبورت يونايتد
- كأس نيدبانك : 2017
- ام تي ان 8 : 2019 [21]

ماميلودي صن داونز
- دوري جنوب إفريقيا الممتاز : 2022–23